# Tractat de Londres (1915)
El Tractat de Londres (en italià Patto di Londra) de 1915 va ser un pacte secret entre el Regne d'Itàlia i la Triple Entesa, signat a Londres el 26 d'abril de 1915 pel Regne d'Itàlia, el Regne Unit, França i Rússia. Segons el pacte, Itàlia havia de deixar la Triple Aliança i sumar-se a la Triple Entesa, com ja indicava un acord secret signat a Londres entre el 4 i el 5 de setembre de 1914. A més, Itàlia havia de declarar la guerra contra l'Imperi Alemany i l'Austrohongarès en el termini d'un mes. De fet, la declaració de guerra es va fer pública el 23 de maig del mateix any. A canvi, Itàlia havia d'obtenir guanys territorials al final de la guerra.

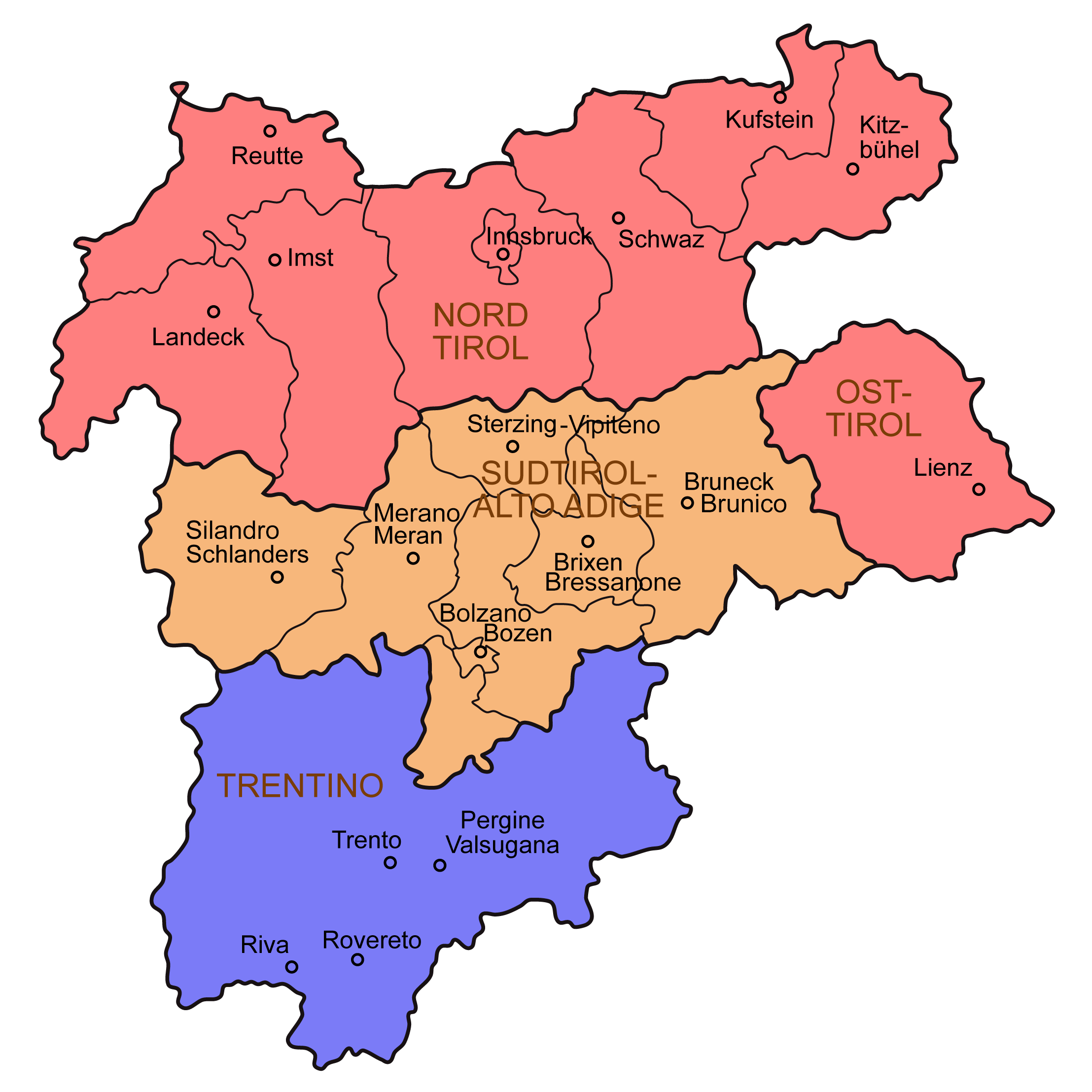
El Tirol, partit el 1918, amb les parts que van quedar per Àustria anomenades Nordtirol i Osttirol, però part d'un Estat Federal Tirolès

1. Tirol, fins a la divisió d'aigües alpina, que inclou les províncies modernes de Trento (Trentino) i Bolzano-Bozen (Alto Adige/Südtirol).
2. Trieste
3. Gorizia i Gradisca
4. Ístria, però no Fiume (Rijeka)
5. part de la Carniola Interior
6. Dalmàcia septentrional, incloent Zadar (Zara).
7. Dodecanès
8. Protectorat sobre Albània
9. Vlorë
10. Part de l'imperi colonial alemany a Àsia i Àfrica

Al Regne de Sèrbia se li va prometre:
1. Split (Spalato)
2. La costa i les illes al sud de Krka fins a Ragusa (Dubrovnik), i la península Pelješac (Sabbioncello).

Al Regne de Montenegro se li va assignar:
1. Ragusa (Dubrovnik)
2. i la costa al sud del port albanès de Shëngjin (San Giovanni di Medua).

També, però més vagament, es va prometre a Sèrbia:
1. Bòsnia i Hercegovina
2. Srem
3. Bačka
4. Eslavònia (aquesta en contra de les objeccions italianes),
5. i àrees sense especificar d'Albània (que s'havien de dividir entre Sèrbia, Montenegro i Grècia).

Els italians van insistir, i els aliats van estar d'acord que la qüestió de la costa croata entre Zara i Ístria s'havia de dirimir després de la guerra. També van insistir que Sèrbia no havia de ser informada dels acords. No obstant això, els aliats van ignorar-ho enviant una nota oficial al Govern de Sèrbia, amb data de 4 d'agost de 1915, confirmant les pretensions territorials de Sèrbia i Montenegro per a després de la guerra.
El pacte s'havia de mantenir en secret, però després de la Revolució d'Octubre de 1917, es va publicar pel diari rus Izvestia, el novembre de 1917.
A la Confèrencia de Pau de París, els italians van insistir que només negociarien amb els seus aliats en la guerra Sèrbia i Montenegro, i no amb els enemics derrotats que s'incloïen a la delegació del nou Regne dels Serbis, Croats i Eslovens. Els va ofendre especialment que tres membres de la delegació eren antics diputats austrohongaresos (els croats Ante Trumbić, Josip Smodlaka, i l'eslovè Otokar Ribarž), i que un (l'eslovè Ivan Žolger) havia estat ministre al Gabinet austríac durant la guerra.
El pacte va quedar anul·lat pel Tractat de Versalles, perquè Woodrow Wilson, donant suport a les pretensions eslaves i no reconeixent el tractat, va rebutjar les peticions italianes sobre els territoris dàlmates.
La partició del Tirol va ser confirmada pel Tractat de Saint-Germain-en-Laye.